# UTC+01:30
UTC+01:30 시간대는 협정 세계시보다 1시간 30분 빠른 시간대이다. 

## 시간대
1892년부터 1903년까지 오렌지 자유국, 트란스발 식민지, 케이프 식민지(현재의 남아프리카 공화국)에서 표준시로 사용했었다. 또, 잠시나마나 독일령 남서아프리카(현 나미비아)에서도 사용한 적이 있다.